# Sunset and the Mockingbird: The Birthday Concert
Sunset And The Mockingbird: The Birthday Concert – album muzyczny amerykańskiego pianisty jazzowego Tommy’ego Flanagana nagrany 16 marca 1997 podczas koncertu pianisty w klubie Village Vanguard w Nowym Jorku (w dniu 67. urodzin T. Flanagana). CD wydany 25 sierpnia 1998 przez wytwórnię Blue Note Records.

## Muzycy
- Tommy Flanagan – fortepian
- Peter Washington – kontrabas
- Lewis Nash – perkusja

## Lista utworów
| 1. | "Birdsong" (Thad Jones)                                                  | 9:16    |
|    |                                                                          |         |
| 2. | "With Malice Toward None" (Tom McIntosh)                                 | 10:26   |
|    |                                                                          |         |
| 3. | "Let's" (Thad Jones)                                                     | 7:19    |
|    |                                                                          |         |
| 4. | "I Waited For You" (Gil Fuller, Dizzy Gillespie)                         | 5:27    |
|    |                                                                          |         |
| 5. | "Tin Tin Deo" (Gil Fuller, Chano Pozo)                                   | 14:34   |
|    |                                                                          |         |
| 6. | "Sunset And The Mockingbird" (Duke Ellington)                            | 5:52    |
|    |                                                                          |         |
| 7. | Medley:                                                                  | 12:42   |
|    | - "The Balanced Scales" (Tom McIntosh) - "The Cupbearers" (Tom McIntosh) |         |
| 8. | "Good Night My Love" (Mack Gordon, Harry Revel)                          | 4:08    |
|    |                                                                          |         |
|    |                                                                          | 1:09:44 |
|    |                                                                          |         |

## Informacje uzupełniające
- Produkcja – Diana Flanagan
- Dyrekcja artystyczna – Gordon H. Jee
- Mastering – Kurt Lundvall
- Zdjęcia – Jimmy Katz
- Projekt okładki – Brigid Pearson
- Tekst wkładki do płyty – Peter Straub